# Władysław Malczewski
Władysław Malczewski (ur. 16 sierpnia 1916 w Gródku Jagiellońskim, zm. 31 sierpnia 2010 w Łodzi) – polski śpiewak operowy (baryton).

## Życiorys
Malczewski pobierał prywatne lekcje śpiewu u Lubienieckiego i Włodzimierza Kaczmara. W 1944 został przyjęty na 5 rok studiów do konserwatorium we Lwowie. Pracował jako śpiewak-solista na deskach Teatru Opery i Baletu we Lwowie, w tym m.in. podczas jego otwarcia. W 1944 został aresztowany przez NKWD za członkostwo w Armii Krajowej, w której działał od 1941 i został zesłany na Sybir do Norylska, z którego powrócił 1 stycznia 1956.
Występował w latach 1957–1958 w Operze i Operetce Krakowskiej, w latach 1958–1969 i 1964 w Operze Śląskiej w Bytomiu, w latach 1960–1962 i 1964 w Operze im. Moniuszki w Poznaniu, następnie w latach 1962–1963 i 1966 w Teatrze Wielkim w Warszawie, w latach 1964–1965 w Operze i Filharmonii Bałtyckiej w Gdańsku. W 1967 związał się z Teatrem Wielkim w Łodzi, gdzie regularnie grywał do 1991, sporadycznie występując do końca życia. W Łodzi był również wykładowcą Akademii Muzycznej.
Został pochowany na Cmentarzu Wszystkich Świętych na Olechowie w Łodzi.

## Filmografia (obsada aktorska)
- „Sąd nad Brzozowskim” (1992), jako ksiądz,
- „Epitafia Polskie” (1996),
- „Zdania i Uwagi” (1998),
- „Władysław Malczewski” (1985), jako on sam[6].

## Nagrody
- Nagroda Miasta Łodzi (1980) za całokształt osiągnięć artystycznych w dziedzinie śpiewu operowego[1]

## Odznaczenia
- Złoty Medal „Zasłużony Kulturze Gloria Artis” (2006)[4]